# Ishkq in Paris
Pour plus de détails, voir Fiche technique et Distribution.
Ishkq in Paris est un film indien réalisé et écrit par Prem Raj, sorti en 2013. 

## Synopsis
Dans un train entre Rome et Paris, deux jeunes gens d'origine indienne se rencontrent. Ishkq (Preity Zinta) vit à Paris, Akash (Rhehan Malliek) à Londres, les deux détestent le mariage. Ils décident de passer une nuit de folie ensemble où Ishkq fait découvrir la ville à Akash grâce à un dé. Ils décident de ne plus se revoir mais c'est sans compter sur Akash qui décide de revenir à Paris.

## Fiche technique
- Titre original : Ishkq in Paris
- Réalisateur et scénario : Prem Raj
- Production : Preity Zinta
- Musique : Sajid-Wajid
- Sociétés de production : PZNZ Media
- Pays d’origine :  Inde
- Langue originale : hindi
- Format : couleur
- Durée : 96 minutes
- Genre : Comédie romantique
- Date de sortie : 
  -  Inde : 24 mai 2013

## Distribution
- Preity Zinta : Ishkq
- Rhehan Malliek (Gaurav Chanana) : Akash
- Isabelle Adjani : Marie Elise
- Shekhar Kapur : Ranveer
- Salman Khan : lui-même
- Olivier Lafont : Karan